# Liga Peruana de Béisbol
La Liga Peruana de Béisbol es el campeonato de Béisbol de más alto nivel en el Perú. Es miembro oficial de la Confederación Mundial de Béisbol y Sóftbol (WBSC), de la Confederación Panamericana de Béisbol (COPABE), y de la Confederación Sudamericana de Béisbol (CONSUBE). 
La Liga Peruana tiene dos divisiones: la División de Mayores y la División de Ascenso.

## Historia

### Fundación de la Liga Peruana de Béisbol
El béisbol es jugado en el Perú desde 1926 con la fundación de la Federación Deportiva Peruana de Béisbol (FDPB). De esta liga se seleccionan a los mejores jugadores peruanos para conformar la Selección de béisbol del Perú. La Liga está integrada por jugadores peruanos y peruano-japoneses llamados nikkei en su mayoría. Recientemente se integraron jugadores venezolanos que practicaban dicho deporte en Venezuela donde es el deporte nacional.

### Temporada 2021
En la gran final se disputó la Copa Perú Bicentenario 2021, saliendo vencedor el equipo de Kiuyo que venció a Taiyo con la cual marcó el cierre de competencias oficiales de béisbol, realizadas en el estadio de béisbol ubicado en el distrito de Villa María del Triunfo.

### Temporada 2022
El equipo ganador de la liga fue Negreiros.

### Temporada 2023
El equipo ganador de la liga fue Black Hawks.

## Equipos

### División Superior
Los 10 equipos de la liga juegan en un sistema de todos contra todos.
| Equipos     |
| ----------- |
| Black Hawks |
| Chamaco     |
| José Gálvez |
| Kiuyo A     |
| Kiuyo B     |
| Leones A    |
| Leones B    |
| Los Ángeles |
| Negreiros   |
| Taiyo       |

### División de Ascenso
Los 7 equipos de la liga juegan en un sistema de todos contra todos.
| Equipos                    |
| -------------------------- |
| Condors                    |
| Universidad Católica       |
| Hideyo Noguchi             |
| Hiroshima                  |
| Academia de Béisbol Callao |
| Regional Callao            |
| Sporting Callao            |

## Palmarés
| Temporada | Campeón     | Subcampeón  |
| --------- | ----------- | ----------- |
| 2013      | Kiuyo       |             |
| 2014      | Kiuyo       | Pumas       |
| 2015      | Kiuyo       | Taiyo       |
| 2016      |             |             |
| 2017      |             |             |
| 2018      |             |             |
| 2019      | Kiuyo       | Taiyo       |
| 2020      |             |             |
| 2021      | Kiuyo       | Taiyo       |
| 2022      | Negreiros   | Black Hawks |
| 2023      | Black Hawks | Kiuyo       |